# Teva I Uta
Il comune di Teva I Uta si trova in Polinesia francese nell'isola di Tahiti nelle Isole del Vento.
Il comune comprende i comuni associati di:
- Mataiea (4 446 ab.)
- Papeari (4 143 ab.)